# Serralada Berwyn
La serralada Berwyn (en gal·lès,Y Berwyn o Mynydd y Berwyn) és una àrea d'erms aïllada i amb prou feines poblada localitzada al nord-est de Gal·les, limitada per Llangollen al nord-est, Corwen al nord-oest, Bala al sud-oest i Oswestry al sud-est.

## Descripció

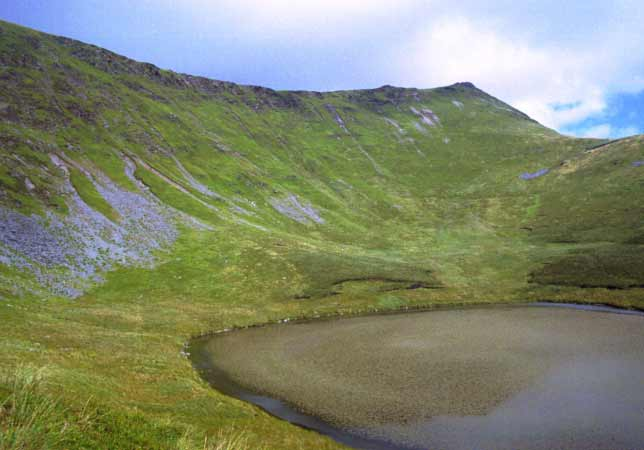
Cadair Berwyn, amb Llyn Lluncaws en primer pla

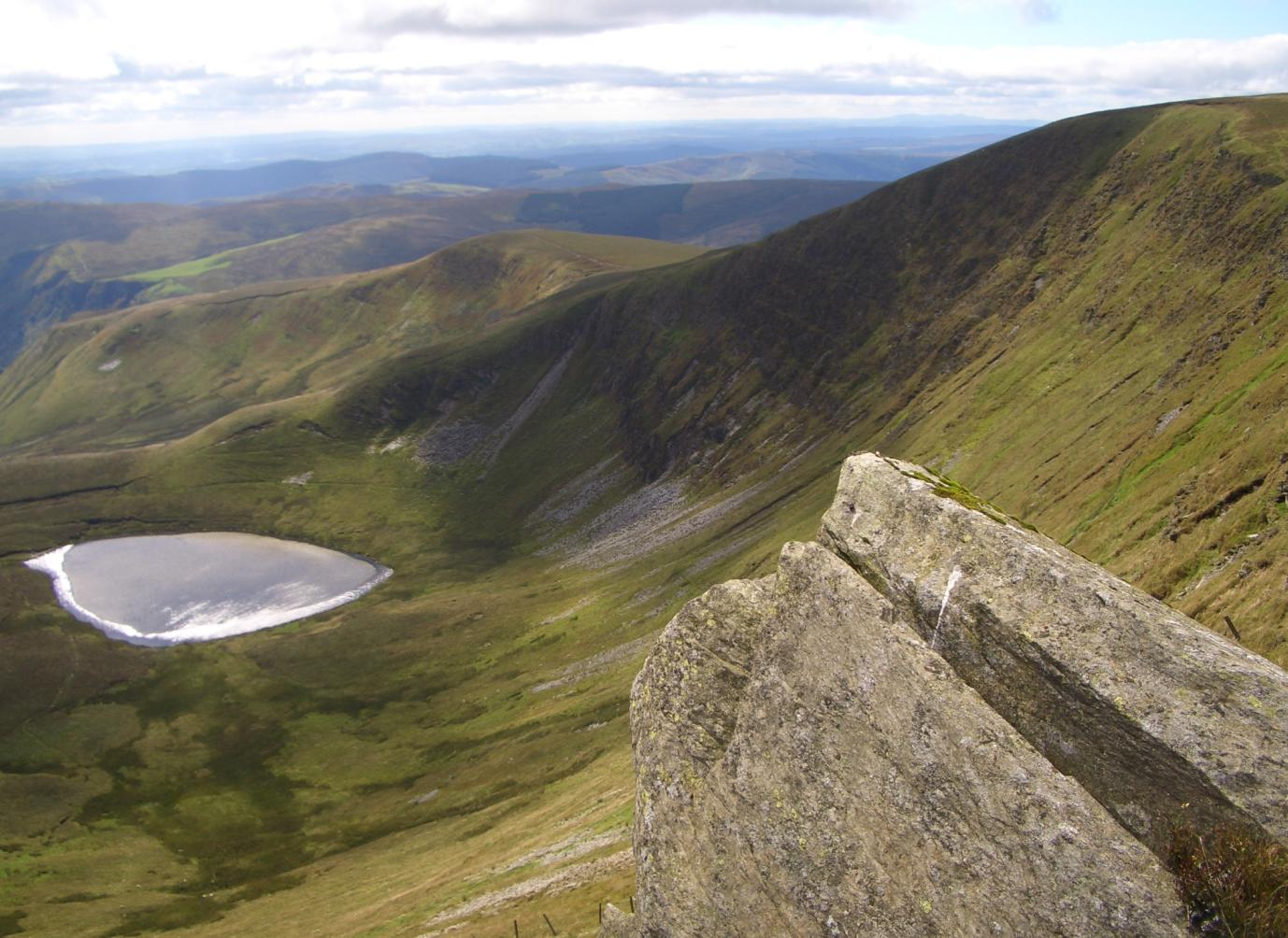
Cim del Moel Sych

L'àrea és salvatge i en gran part coberta per una capa de bruguerola d'aproximadament un metre de gruix, amb alguns prats i falgueres. No és molt popular per practicar el muntanyisme o grimpada, donat que els seus cims són més baixos que els de Snowdonia, que no és gaire lluny. Tanmateix, els cims més alts són abruptes i tenen un caràcter que val la pena explorar. Entre les poblacions properes hi ha Llangollen i Corwen, dues populars destinacions turístiques.
La serralada Berwyn està creuada al sud-oest pel port de muntanya B4391 Milltir Cerrig a una alçada de 486 metres. Els cims principals de la serralada són Cadair Berwyn i Cadair Bronwen.

## Història
La serralada Berwyn també va jugar la seva part a fer girar cua el rei Enric II d'Anglaterra durant la seva invasió de Gwynedd el 1165. En lloc de prendre la ruta usual al llarg de la plana costanera septentrional, el seu exèrcit va envair des d'Oswestry i va prendre una ruta sobre les Berwyns. La invasió es va enfrontar a una aliança de prínceps galesos liderats pel rei Owain Gwynedd, però no va haver-hi gaire lluita, ja que una gran quantitat de dies de forta pluja va forçar la retirada de l'exèrcit anglès.

## Presumpte estavellament OVNI
La zona és coneguda per la presumpta aparició d'un OVNI el 1974, coneguda com l'incident d'OVNI de la Muntanya Berwyn.

## Ecologia
L'àrea té una població notable d'ocells de terres altes, incloent-hi rapinyaires com l'arpella pàl·lida (Circus cyaneus), l'esmirla (Falco columbarius), i el falcó pelegrí (Falco peregrinus) (aproximadament 14–18 parelles criant de cada espècie, l'1%–2% de la població britànica total), i per aquesta raó és una zona d'especial protecció per a les aus d'acord amb la directiva d'ocells de la Unió Europea.

## Etimologia
L'investigador T. Gwynn Jones va suggerir que un possible origen del terme "Berwyn" era "Bryn(iau) Gwyn (ap Nudd)", on la paraula central galesa "bre" (pujol) hauria mutat a Ber + Gwyn; Gwyn ap Nudd és el nom del rei mitològic dels Tylwyth Teg ("Poble de les fades"). Una etimologia més probable és "bar" (cimera, cresta) + "gwyn" (blanc), amb l'"a" dins "bar" mostrant assimilació amb la "i" arran de la "y" a "gwyn", per tant canviant de "a" a "e"; la paraula també mostra mutació de la lletra "g" (qué és eliminada amb la mutació).

## Cims

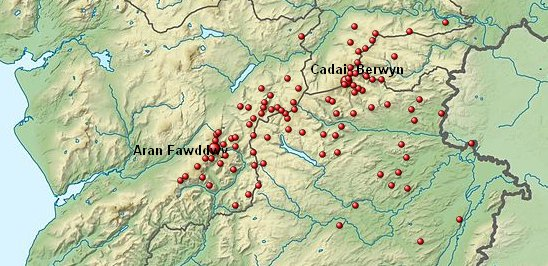
De Bala, Gwynedd, a Welshpool

| Allt y Gader                               | 52.749°N, 3.262°W |
| Allt y Main                                | 52.727°N, 3.242°W |
| Bryn Du                                    | 52.914°N, 3.272°W |
| Bryn Gwyn                                  | 52.854°N, 3.424°W |
| Bryn-llus                                  | 52.956°N, 3.363°W |
| Cadair Berwyn                              | 52.880°N, 3.381°W |
| Cadair Berwyn (cim N)                      | 52.883°N, 3.380°W |
| Cadair Bronwen                             | 52.900°N, 3.373°W |
| Cadair Bronwen (cim NE)                    | 52.906°N, 3.358°W |
| Carnedd Das Eithin                         | 52.803°N, 3.409°W |
| Cefn Coch                                  | 52.826°N, 3.599°W |
| Cefn Gwyntog                               | 52.826°N, 3.521°W |
| Cefn Gwyntog (cim N)                       | 52.834°N, 3.522°W |
| Cerrig Coediog                             | 52.937°N, 3.321°W |
| Craig Berwyn                               | 52.891°N, 3.373°W |
| Craig Rhiwarth                             | 52.833°N, 3.405°W |
| Croes y Forwyn                             | 52.777°N, 3.440°W |
| Cyrniau                                    | 52.815°N, 3.393°W |
| Cyrniau Nod                                | 52.839°N, 3.503°W |
| Cyrniau y Llyn                             | 52.807°N, 3.484°W |
| Ffordd Gefn (Bryn Gwyn)                    | 52.804°N, 3.435°W |
| Foel Cwm Siân Llwyd                        | 52.869°N, 3.494°W |
| Foel Dugoed                                | 52.704°N, 3.639°W |
| Foel Figenau                               | 52.842°N, 3.610°W |
| Foel Goch (Berwyn)                         | 52.848°N, 3.570°W |
| Foel Tyn-y-fron                            | 52.817°N, 3.606°W |
| Foel Wen                                   | 52.889°N, 3.340°W |
| Foel Wen (pic S)                           | 52.886°N, 3.336°W |
| Foel y Geifr                               | 52.834°N, 3.579°W |
| Gallt y Goedhwch                           | 52.733°N, 3.279°W |
| Glan Hafon                                 | 52.834°N, 3.367°W |
| Godor                                      | 52.866°N, 3.347°W |
| Godor (cim N)                              | 52.869°N, 3.354°W |
| Gyrn Moelfre                               | 52.854°N, 3.213°W |
| Jericho Hill                               | 52.772°N, 3.243°W |
| Llanymynech Hill                           | 52.791°N, 3.094°W |
| Lledwyn Mawr                               | 52.844°N, 3.627°W |
| Moel Bentyrch                              | 52.674°N, 3.399°W |
| Moel Cae-howel                             | 52.884°N, 3.520°W |
| Moel Fferna                                | 52.947°N, 3.317°W |
| Moel Hen-fache                             | 52.843°N, 3.324°W |
| Moel Poethion                              | 52.865°N, 3.365°W |
| Moel Sych                                  | 52.875°N, 3.389°W |
| Moel y Fronllwyd                           | 52.748°N, 3.303°W |
| Moel y Gwelltyn                            | 52.840°N, 3.233°W |
| Moel yr Ewig                               | 52.874°N, 3.368°W |
| Moel yr Henfaes                            | 52.935°N, 3.374°W |
| Moel yr Henfaes (pic Pen Bwlch Llandrillo) | 52.921°N, 3.356°W |
| Moel yr Henfaes (pic W)                    | 52.926°N, 3.341°W |
| Mynydd Feifod                              | 52.950°N, 3.238°W |
| Mynydd Mawr                                | 52.847°N, 3.290°W |
| Mynydd Mynyllod                            | 52.943°N, 3.486°W |
| Mynydd Tarw                                | 52.881°N, 3.321°W |
| Mynydd y Bryn                              | 52.833°N, 3.163°W |
| Mynydd y Glyn                              | 52.790°N, 3.257°W |
| Mynydd-y-briw                              | 52.825°N, 3.227°W |
| Pen y Berth                                | 52.704°N, 3.361°W |
| Pen y Boncyn Trefeilw                      | 52.842°N, 3.542°W |
| Pen y Cerrig Duon                          | 52.840°N, 3.555°W |
| Pen-y-coed                                 | 52.964°N, 3.153°W |
| Post Gwyn                                  | 52.852°N, 3.415°W |
| Rhialgwm                                   | 52.779°N, 3.402°W |
| Rhiwaedog-uwch-afon                        | 52.868°N, 3.579°W |
| Rhos                                       | 52.881°N, 3.301°W |
| Rhwng y Ddwynant                           | 52.811°N, 3.517°W |
| Stac Rhos                                  | 52.838°N, 3.532°W |
| Tir Rhiwiog                                | 52.732°N, 3.587°W |
| Tomle                                      | 52.891°N, 3.361°W |
| Trum y Gwrgedd                             | 52.842°N, 3.573°W |
| Y Golfa                                    | 52.654°N, 3.210°W |
| Y Groes Fagl                               | 52.848°N, 3.504°W |
| Yr Allt                                    | 52.684°N, 3.122°W |